# Liste von Pfarrhäusern in Bayern (Oberpfalz)
Die Liste von Pfarrhäusern in Bayern (Oberpfalz) ist Teil der Liste von Pfarrhäusern in Bayern; dort findet man auch allgemeine Erläuterungen zum Thema.

## Landkreis Amberg-Sulzbach
| Gemeinde / Ort / Adresse Koordinaten                                                 | Baustil / Gebäudetyp                               | Erbaut                | Bemerkungen | Bild |
| ------------------------------------------------------------------------------------ | -------------------------------------------------- | --------------------- | --- | ---- |
| Auerbach in der Oberpfalz Pfarrstraße 7 (49° 41′ 31″ N, 11° 37′ 52,8″ O)             | Klassizismus Pfarrhaus (Auerbach in der Oberpfalz) | 1842                  | Zweigeschossiger, zweiflügeliger und verputzter Massivbau mit Walmdach, besitzt Stichbogenfenster und Sohlbankgesimse.                                                                     |      |
| Auerbach in der Oberpfalz Gunzendorf Gunzendorf 17 (49° 44′ 3,4″ N, 11° 36′ 42,6″ O) | Klassizismus Pfarrhaus (Auerbach in der Oberpfalz) | erste Hälfte 19. Jhd. | Zweigeschossiger Sandsteinbau mit Walmdach und Gurtgesims. Nebengebäude, eingeschossiger, teilweise verputzter Sandsteinbau mit Satteldach und einfacher Fassadengliederung, gleichzeitig. |      |
| Hahnbach Frohnberg Frohnberg 1 (49° 31′ 3,4″ N, 11° 47′ 23,5″ O)                     | Barock Pfarrhaus Frohnberg (Hahnbach)              | Mitte 18. Jhd.        | Zweigeschossiger Sandsteinbau mit Walmdach und geohrten Faschen besitzt drei Fensterachsen an der Straßenseite.                                                                            |      |
| Birgland Fürnried Pfarrgasse 1 (49° 27′ 22,9″ N, 11° 35′ 53,1″ O)                    | Rokoko Pfarrhaus (Fürnried)                        | 18./19. Jhd.          | Zweigeschossiger Massivbau mit steilem Walmdach mit Putzbänderung und geohrten Faschen. |      |
| Kümmersbruck Theuern Portnerstraße 8 (49° 23′ 11,8″ N, 11° 54′ 31,6″ O)              | Barock Pfarrhaus Theuern (Kümmersbruck)            | 1732                  | Zweigeschossiger, verputzter Massivbau mit Walmdach und einfacher Fassadengliederung mit fünf zu zwei Fensterachsen.                                                                       |      |
| Ursensollen Vitusstraße 14 (49° 24′ 3″ N, 11° 45′ 26,5″ O)                           | Klassizismus Pfarrhaus (Ursensollen)               | 1835                  | Zweigeschossiger, verputzter Massivbau mit Walmdach und Stuckrosetten mit drei zu drei Fensterachsen.                                                                                      |      |
| Ursensollen Hausen Georgenstraße 10 (49° 21′ 8,7″ N, 11° 45′ 40,5″ O)                | Pfarrhaus                                          | Anfang 20. Jhd.       | Zweigeschossiger, verputzter Massivbau mit Satteldach, Fassadengliederung und Hausfigur; mit Ausstattung und Pfarrarchiv.                                                                  |      |
| Vilseck Klostergasse 12 (49° 36′ 39,2″ N, 11° 48′ 28,4″ O)                           | Barock Pfarrhaus (Vilseck)                         | 16./17.               | Zweigeschossiger, verputzter Massivbau in Ecklage mit Satteldach teils mit geohrten Faschen.                                                                                               |      |

## Landkreis Cham
| Gemeinde / Ort / Adresse Koordinaten              | Baustil / Gebäudetyp | Erbaut | Bemerkungen | Bild |
| ------------------------------------------------- | -------------------- | ------ | --- | ---- |
| Cham Kirchplatz 9 49° 13′ 3,3″ N, 12° 39′ 54,6″ O | Barock Pfarrhaus     | 1742   | Zweigeschossiger und giebelständiger Satteldachbau mit gekrümmter Fassade und Werkstein-Portal; mit Ausstattung |      |

## Landkreis Neumarkt in der Oberpfalz
| Gemeinde / Ort / Adresse Koordinaten                     | Baustil / Gebäudetyp | Erbaut | Bemerkungen | Bild |
| -------------------------------------------------------- | -------------------- | ------ | --- | ---- |
| Berching Bahnhofstraße 2 49° 6′ 21,6″ N, 11° 26′ 39,3″ O | Barock Pfarrhaus     | 1617   | Zweigeschossiger Eckbau mit Flachsatteldach, Schweifgiebel, Kastenerker und Wappentafel, bezeichnet mit „1617“ |      |

## Landkreis Neustadt an der Waldnaab
| Gemeinde / Ort / Adresse Koordinaten     | Baustil / Gebäudetyp | Erbaut                        | Bemerkungen | Bild |
| ---------------------------------------- | -------------------- | ----------------------------- | --- | ---- |
| Pfarrhof Altenstadt an der Waldnaab      | Barock               | 1736                          | Zweigeschossiger Walmdachbau mit Schleppgauben, mit Profilgesims und profilierten Fenstereinfassungen, 1736 unter Einbeziehung älterer Teile. Stallgebäude: eingeschossiger Halbwalmdachbau, erste Hälfte 18. Jahrhundert. Torbogen mit rundbogiger Durchfahrt und Nebeneingang, wohl erste Hälfte 19. Jahrhundert. Hofeinfriedung, erhaltene Teile nach Süden, Bruchstein, erste Hälfte 18. Jahrhundert. Schuppen: kleiner Pultdachbau im Mauerzwickel der Hofeinfriedung, wohl erste Hälfte 19. Jahrhundert     |      |
| Pfarrhof Eschenbach in der Oberpfalz     | Neorokoko            | um 1900                       | Zweigeschossiger Walmdachbau mit neubarocker Fassadengliederung und geschnitzten Rokokotürflügeln, polygonaler Eckerker mit Zwiebelhaube. Hofeinfriedung: Sandsteinquader und Bruchsteinmauerwerk, nach Süden mit Metallgitterabschluss, gleichzeitig. |      |
| Pfarrhaus Floß                           | Barock               | 1757                          | Langgestreckter, eingeschossiger Walmdachbau, mit Ecklisenen und geohrten Fensterrahmungen, Wappen des Klosters Waldsassen, Portal bezeichnet 1757. |      |
| Pfarrhaus Grafenwöhr                     |                      | im Kern mittelalterlich, 1559 | Zweigeschossiger Walmdachbau, im Kern mittelalterlich, Walmdachbau, ehemals bezeichnet 1559. |      |
| Pfarrhaus Markt Kaltenbrunn              | Barock               | 1554                          | Zweigeschossiger Steildachbau mit profilierten Fenstergewänden, bezeichnet mit 1554. Ursprünglich Bauernhaus. |      |
| Pfarrhaus Mockersdorf                    |                      | im Kern spätes 15. Jhd.       | Zweigeschossiger Halbwalmdachbau, angebautem Quertrakt und Ökonomiehof, im Kern spätes 15. Jahrhundert, im 18./19. Jahrhundert umgestaltet, mit Wappentafel der Oberndorfer Gegenüber zugehöriger Felsenkeller mit Quellfassung. |      |
| Pfarrhaus Neustadt am Kulm               | Barock               | wohl Mitte 17. Jhd.           | Sandsteinquaderbau mit Walmdach, im Obergeschoss Fensterrahmungen mit Schürzen wohl Ende 18. Jahrhundert, im Kern wohl Mitte 17. Jahrhundert. Teilstücke der Stadtmauer, im Kern 15. Jahrhundert. |      |
| Pfarrhaus Pleystein                      | Heimatstil           | 1902                          | Zweigeschossiger Steil- bzw. Walmdachbau mit versetzten Baukörpern, mit Zinnengiebeln und Eckerker, neugotisch, um 1902 von Heinrich Hauberrisser und Joseph Koch. Nebengebäude mit Stadel und Stall, eineinhalbgeschossiger zweigliedriger Satteldachbau über gewinkeltem Grundriss mit Einfahrtstoren und Aufzugsgauben, wohl gleichzeitig. Pfarrgarteneinfriedung, Gartenmauer mit Pfeilergliederung und Blendfeldern, um 1902.                                                                                |      |
| Pfarrhaus Pressath                       | Heimatstil           | 1857–60                       | Zweigeschossiger Walmdachbau, mit Eingangsvorhalle und Werksteingliederungen, neugotisch, 1857–60 |      |
| Pfarrhof Püchersreuth                    |                      | Mitte 19. Jhd.                | Zweigeschossiger Satteldachbau mit Sohlbankgesims und Treppengiebeln, Mitte 19. Jahrhundert. Ehemaliger Stall: langgestreckter eingeschossiger Pultdachbau, mit kleinem Gebäudeflügel nach Südosten, Anfang 19. Jahrhundert. Stadel: Steildachbau, Holzständerwerk mit Verbretterung, Anfang 19. Jahrhundert. Ehemaliges Gesindehaus: kleiner zweigeschossiger Satteldachbau, Anfang 19. Jahrhundert |      |
| Pfarrhof Tremmersdorf                    |                      | im Kern 17. Jhd.              | Zweigeschossiger Walmdachbau mit Oberlicht-Supraporte, im Kern 17. Jahrhundert, Umgestaltungen um Mitte 18. Jahrhundert. |      |
| Pfarrhaus Vohenstrauß                    | Barock               | 1763                          | Bezeichnet „1763“, zweiflügeliger Walmdachbau mit Steingewänden und Steinportal; Kruzifix aus Gusseisen, um 1900; vor dem Haus. |      |
| Pfarrhaus Vohenstrauß, Pfarrgasse 20     | Heimatstil           | 1904/05                       | Zweigeschossiger Satteldachbau mit Schweifgiebel, nach Entwurf von Heinrich Hauberrisser, in Anlehnung an die Renaissance-Bauformen der Friedrichsburg, mit Rundturm an Gartenmauer |      |
| Pfarrhaus Vohenstrauß, Propsteistraße 15 | Klassizismus         | 1761                          | Zweigeschossiger Krüppelwalmdachbau, bezeichnet „1761“; an die Südseite der Pfarrkirche angebaut |      |
| Pfarrhaus Windischeschenbach             | Klassizismus         | 1784                          | Mächtiger zweigeschossiger Mansardwalmdachbau mit Kolossalpilastern und Stuckgliederungen, bezeichnet mit „1784“. Hoftor, mit rundbogiger Durchfahrt und Nebeneingang, zum Teil Werksteinquader, bezeichnet mit „1781“. Hofmauer nach Norden, wohl 1781. |      |
| Pfarrhof Wurz                            | Barock               | im Kern 1680                  | Zweigeschossiger Mansardwalmdachbau mit Ecklisenen und profilierten Fenstergewänden, bezeichnet mit „1780“, wohl von Johann Jakob Philipp Muttone. Stall, eingeschossiger Schopfwalmdachbau, Bruchstein, um 1800. Stadel, Steildachbau, Holzständerwerk mit Verbretterung, um 1800. Nebengebäude, kleiner Steildachbau mit Hofmauer als westliche Traufseite; Hofeinfriedung, mit rundbogiger Tordurchfahrt und korbbogigem Nebeneingang, nach Nordosten Granitpfeiler mit profilierten Abschlüssen, wohl um 1800 |      |

## Landkreis Regensburg
| Gemeinde / Ort / Adresse Koordinaten           | Baustil / Gebäudetyp | Erbaut                   | Bemerkungen | Bild |
| ---------------------------------------------- | -------------------- | ------------------------ | --- | ---- |
| Pfarrhof Alteglofsheim                         | Barock               | 18. Jhd.                 | Zweigeschossiger Walmdachbau, 18. Jahrhundert, über dem Portal Reliefs, bezeichnet „1472“ und „1587“ |      |
| Pfarrhaus Schloss Altenthann                   | Barock               | 1782                     | Zweigeschossiger Mansardwalmdachbau mit geohrtem Sandsteinportal und seitlichem Torbogen, nach Brand 1782 wiederhergestellt und aufgestockt, Keller und Erdgeschoss wohl noch 17. Jahrhundert, Obergeschoss und Dach 1783/84 (dendrochronologisch datiert). Ehemaliger Holz- und Streuschuppen des Pfarrhofs, Holzständerkonstruktion mit Satteldach und Holzlattung, Rückwand und Sockel aus Mischmauerwerk, um 1850 (dendrochronologisch datiert), im Kern 1806. Hofmauer und Hoftor mit dorischer Säulenordnung und Dreiecksgiebel, wohl 1783/84 erneuert. |      |
| Pfarrhof Beratzhausen                          | Klassizismus         | Mitte 19. Jhd.           | Zweigeschossiger und gestelzter Flachwalmdachbau mit Gesimsunterteilung, Rundbogenstil. |      |
| Pfarrhof Brennberg                             | Klassizismus         | 18. Jhd.                 | Zweigeschossiger und winkelförmiger Walmdachbau in Ecklage. |      |
| Pfarrhaus Deuerling                            | Renaissance          | 16. Jhd.                 | Zweigeschossiger Walmdachbau, 1655 Wiederaufbau, mit Wappenstein, bezeichnet mit „1502“. Hofmauer mit stichbogiger Einfahrt, Fußgängerpforte und Pilastergliederung, 16./17. Jahrhundert. |      |
| Pfarrhof Donaustauf                            | Barock               | 1725                     | Zweigeschossiger und traufständiger Satteldachbau, bezeichnet 1725. |      |
| Pfarrhof Duggendorf                            | Barock               | 1785                     | Zweigeschossiger Satteldachbau. Stadel: Walmdachbau, bezeichnet 1778, nach Brand 1913 erneuert, angebaut zweigeschossiger Stallstadel mit Walmdach. Remise mit Holzlege, Walmdachbau mit Zwerchhaus, Anfang 20. Jahrhundert; Pfarrhofmauer mit Tor, barock. |      |
| Pfarrhaus Eichlberg (Hemau)                    | Barock               | Mitte 18. Jhd.           | Zweigeschossiger Mansardwalmdachbau. Stadel: verbretterte Ständerkonstruktion über Bruchsteinsockel, Satteldach mit Kalkplattendeckung, 1872 (dendro.dat.) |      |
| Pfarrhaus Geisling Pfatter                     | Barock               | 2. Hälfte 18. Jhd.       | Zweigeschossiger und giebelständiger Mansardwalmdachbau mit Halbwalm. Pfarrstadel: giebelständiger und verbretterter Ständerbau mit Halbwalmdach, 19. Jahrhundert |      |
| Pfarrhaus Hainsacker                           | Klassizismus         | Ende 19. Jhd.            | Zweigeschossiger und traufständiger Satteldachbau mit Werksteingliederungen, historistisch. |      |
| Pfarrhaus Hemau                                | Barock               | 1731                     | Zweigeschossiger Walmdachbau mit sechs zu vier Fensterachsen und profiliertem Traufgesims. |      |
| Pfarrhaus Hohengebraching Pentling             | Klassizismus         | 1864                     | Zweigeschossiger und giebelständiger Satteldachbau mit Putzgliederungen, Neurenaissance, bez. 1864; Pfarrhofmauer, teilweise mit Gusseisenzaun, 19. Jahrhundert. |      |
| Pfarrhaus Hohenschambach                       | Barock               | 17./18. Jhd.             | Zweigeschossiger Walmdachbau mit Eckpilastern. Pfarrstadel: giebelständiger Satteldachbau mit profiliertem Ortgang. |      |
| Pfarrhaus Hofdorf (Wörth an der Donau)         | Klassizismus         | um 1800                  | Zweigeschossiger und gestelzter Walmdachbau. |      |
| Pfarrhof Kallmünz                              | Barock               | 16./17. Jhd.             | Zweigeschossiger Walmdachbau. Hofmauer, barock. |      |
| Pfarrhaus Kirchberg Regenstauf                 | Barock               | 18./19. Jhd.             | Zweigeschossiger und giebelständiger Satteldachbau, im Kern spätgotisch. Pfarrstadel: traufständiger Halbwalmdachbau, wohl 18./19. Jahrhundert. |      |
| Pfarrhaus Köfering                             | Rokoko               | 1780                     | Zweigeschossiger Mansardwalmdachbau. Stadel, giebelständiger Fachwerkbau mit Halbwalmdach und anschließender Hofmauer, um 1780 |      |
| Pfarrhof Laaber Am Turm 3                      | Barock               | 18. Jhd.                 | Zweigeschossiger und giebelständiger Mansarddachbau mit Halbwalmdach. |      |
| Pfarrhof Laaber Kirchplatz 17                  | Romanisch / Barock   | EG um 1200, 17./18. Jhd. | Dreigeschossiger und giebelständiger Halbwalmdachbau, 17./18. Jahrhundert, Erdgeschoss aus romanischen Buckelquadern, um 1200. |      |
| Pfarrhof Matting Pentling                      | Klassizismus         | 2. Hälfte 18. Jhd.       | Zweigeschossiger und traufständiger Halbwalmdachbau. Pfarrstadel: giebelständiger Halbwalmdachbau mit korbbogiger Einfahrt, 18./19. Jahrhundert. Hofeinfriedung, Mauer mit Pfeilern und Deckplatten, 18./19. Jahrhundert. |      |
| Pfarrhof Moosham (Mintraching)                 | Renaissance          | 1477                     | Zweigeschossiger Massivbau mit Satteldach, mittelalterlicher Kernbau (Keller und EG), mit barockem Ausbau (OG und Dachtragwerk), 1721 (dendrochronologisch datiert); in die Fassade eingelassene Inschrifttafel, bezeichnet mit „1477“. |      |
| Pfarrhaus Pettendorf                           | Klassizismus         | 1804                     | Zweigeschossiger Walmdachbau. Remise, zweigeschossiger Walmdachbau, 18./19. Jahrhundert |      |
| Pfarrhof Pettenreuth                           | Klassizismus         | 1795                     | Zweigeschossiger und gestelzter Walmdachbau mit Segmentbogenöffnungen. |      |
| Pfarrhof Pettenreuth                           | Klassizismus         | 1795                     | Zweigeschossiger Walmdachbau mit Putzgliederung, im Kern wohl 1678. Stallstadel: verbretterte Ständerkonstruktion, bezeichnet mit „1797“. Südlich anschließend Schweinestall, erdgeschossiger Massivbau mit Satteldach, um 1900, im Kern älter. Einfriedung, Bruchsteinmauer, 19. Jahrhundert |      |
| Pfarrhof Pfakofen                              | Klassizismus         | 18. Jhd.                 | Zweigeschossiger Satteldachbau mit Halbwalm, über hakenförmigem Grundriss, Putzgliederung. |      |
| Pfarrhaus Ramspau                              | Barock               | Ende 17. Jhd.            | Zweigeschossiger und traufständiger Halbwalmdachbau, im Kern Ende 17. Jahrhundert. |      |
| Pfarrhaus Regenstauf                           | Klassizismus         | 1847                     | Zweigeschossiger Satteldachbau in Ecklage, Gurtgesims, Erdgeschoss Rundbogenstil. |      |
| Pfarrhaus Sarching                             | Klassizismus         | 1824                     | Zweigeschossiger und traufständiger Halbwalmdachbau, Umgestaltungen 1902 und 1931. |      |
| Pfarrhaus Schierling (Oberpfalz)               | Barock               | 1729                     | Zweigeschossiger Walmdachbau mit Putzgliederungen und Aufzugsgiebel, mit spätgotischen Resten; mit Ausstattung. |      |
| Pfarrhaus Unterlaiching Schierling (Oberpfalz) | Barock               | 1696                     | Zweigeschossiger und giebelständiger Satteldachbau mit Eckerker auf Kragsteinen und Rest eines Renaissanceportals im Anbau. Ehemaliges Wirtschaftsgebäude, langgestreckter Satteldachbau, traufständig zum Hof, um 1870. Ehemaliges Back-, Wasch- und Hühnerhaus, kleiner Satteldachbau, giebelständig zum Hof, um 1870. Einfriedungsmauer entlang der Straße, um 1870. |      |
| Pfarrhaus Wieden (Bernhardswald)               | Barock               | Klassizismus             | Zweigeschossiger Walmdachbau. |      |

## Landkreis Schwandorf
| Gemeinde / Ort / Adresse Koordinaten                                                              | Baustil / Gebäudetyp | Erbaut   | Bemerkungen | Bild |
| ------------------------------------------------------------------------------------------------- | -------------------- | -------- | --- | ---- |
| Maxhütte-Haidhof Leonberg Pfarrhofstraße 1, 3, Friedhofstraße 2 a 49° 10′ 59,2″ N, 12° 6′ 54,8″ O | Barock Pfarrhof      | 18. Jhd. | Zweigeschossiger und verputzter Walmdachbau mit geohrten Fensterfaschen und Ecklisenen. Ehemaliger Stall: jetzt Clemenshaus, stattlicher, erdgeschossiger Massivbau mit Halbwalmdach und Erdgeschossgewölben, 18. Jahrhundert. Hofmauer: verputztes Mauerwerk, in Teilen vorhanden, 19. Jahrhundert. |      |

## Landkreis Tirschenreuth
| Gemeinde / Ort / Adresse Koordinaten                        | Baustil / Gebäudetyp            | Erbaut | Bemerkungen | Bild |
| ----------------------------------------------------------- | ------------------------------- | ------ | --- | ---- |
| Tirschenreuth Kirchplatz 3, 4 49° 52′ 46″ N, 12° 20′ 9,8″ O | Barock Pfarrhof (Tirschenreuth) | 1720   | Zweigeschossiger Walmdachbau mit Fledermausgauben, rustizierten Ecklisenen und prunkvollem, barockem Rundbogeneingangsportal. |      |